# Trolejbusy w Huddersfield
Trolejbusy w Huddersfield – zlikwidowany system trolejbusowy w mieście Huddersfield, w Anglii, w Wielkiej Brytanii. Został otwarty 4 grudnia 1933 r. i zastąpił zlikwidowany miejscowy system tramwajowy.
Na tle pozostałych, nieistniejących już systemów trolejbusowych w Wielkiej Brytanii, system w Huddersfield był średniej wielkości; istniało łącznie 15 linii, maksymalnie posiadano 140 trolejbusów. Został zlikwidowany 13 lipca 1968 r.
Do dziś zachowały się trzy trolejbusy z Huddersfield, stacjonują one w muzeum trolejbusów w Sandtoft, w hrabstwie Lincolnshire.